# The Human Contract
The Human Contract (prt: O Contrato Humano; bra: De Caso com o Inimigo) é um filme dramático estadunidense de 2008, dirigido pelo então estreante Jada Pinkett Smith e estrelado por Jason Clarke e Paz Vega. 

## Sinopse
Um empresário infeliz (Jason Clarke), encontra-se com um espírito estranho que acaba seduzindo ele por tentação de amor.

## Filmagem
As filmagens ocorreram em Los Angeles, começando na semana de 11 de novembro de 2007.

## Elenco
- Jason Clarke, como Julian Wright
- Paz Vega, como Michael
- Ted Danson, como E.J Winters
- Idris Elba, como Larry
- Jada Pinkett Smith, como Rita[5]
- Nicole Muirbrook Wagner, como Thalia[6]
- Titus Welliver, como Praylis
- T. J. Thyne, como Greg
- Joanna Cassidy, como Rose
- Steven Brand, como Boyd